# San Juan de los Lagos
San Juan de los Lagos es una ciudad en la Región Altos Norte del estado de Jalisco, México. Fue parte de la Provincia de Nueva Galicia, actual Aguascalientes y Jalisco, en el Reino de Nueva Galicia por casi 300 años. Es cabecera del municipio homónimo. Fue parte del Departamento de Aguascalientes.
A esta ciudad acuden anualmente alrededor de más de cinco millones de peregrinos de todo el mundo a la Catedral Basílica de Nuestra Señora de San Juan de los Lagos, que alberga a la imagen de Nuestra Señora de San Juan de los Lagos. A su vez, es parte del Bajío de la macrorregión del Bajío Occidente o Centro Occidente de México.

## Historia y población
Los primeros pueblos que habitaron la región fueron las naciones chichimecas, nombre que daban los mexicas a un conjunto de pueblos originarios que habitaban el centro-occidente y norte del país.
Las bajas que tuvieron los conquistadores españoles en la región de los Altos de Jalisco debido a los ataques chichimecas, los condujeron a contestar con una táctica bélica de etnocidio. Llevaron al Bajío Occidente a milicianos rurales castellanos. No obstante, igualmente los hubo portugueses, italianos y oriundos de Flandes, que con anterioridad habían luchado contra turcos y moros. 
Estos soldados campesinos se establecieron con patrones de propiedad privada y de religión cristiana-católica, mezclándose con algunos chichimecas que habían quedado.
En diferentes lugares del municipio se han encontrado vestigios antiguos (pirámide pequeña, hachas, puntas de flecha, pipas de barro, fragmentos de figurillas y otros objetos de alfarería) que hacen pensar en adoratorios y asentamientos previos a la conquista española. El pueblo comienza a destacar con motivo del milagro de la resurrección de una joven circense alrededor de 1623, sin que se pueda precisar la fecha exacta y el nombre de la misma. En 1630 llega como cura de Jalostotitlan el bachiller Diego de Camarena, quien se convertiría en el primer promotor de la Virgen.
Si se acepta que había asentamiento anterior a la conquista, aunque no exactamente en el mismo sitio donde hoy se encuentra la ciudad, debe atribuirse la primera evangelización a los franciscanos fundadores del convento de Tetlan. Después de la guerra del Mixton, fray Miguel de Bolonia congregaría de nuevo a los indios y se haría cargo de la doctrina.
Muchos autores presentan a este franciscano congregando a los errantes y organizando un pueblo con indios nochixtlecas provenientes de San Gaspar. El nuevo pueblo fundado entre 1542 y 1550, llevaría el nombre de San Juan Bautista, en honor del santo precursor de Cristo, y en él se dejaría la milagrosa imagen de La Inmaculada.
El 3 de julio de 1633 por licencia de la Real Audiencia, se autoriza a familias españolas a poblar el lugar que fue llamado Villa de San Juan de los Lagos, nombre que se conservó hasta el 30 de octubre de 1869 cuando el congreso del Estado le concede el título de ciudad.
Se dice que en 1623 la imagen de la virgen realizó un milagro al volver a la vida a una niña de 7 años, hija de cirqueros que pasaban por el lugar; A raíz de este y otros hechos similares, la imagen fue cobrando fama milagrosa hasta alcanzar la gran veneración de la que hoy goza.
Durante los siglos XVIII y XIX la ciudad adquirió gran importancia económica por la demanda de servicios y actividad comercial venerada por los miles de peregrinos. Este auge, sumado a la presencia creciente de la estructura de la autoridad eclesiástica, propició que se construyeran varios ediﬁcios y casas que hoy tienen
un importante valor arquitectónico e histórico.
San Juan de los Lagos cuenta con la mayor infraestructura hotelera y restaurantera de la región de los altos. Después de Guadalajara y Puerto Vallarta, es la que mayor turismo registra en el Estado de Jalisco. Actualmente la ciudad es visitada cada año por más de 6 millones de ﬁeles que buscan consuelo y ayuda espiritual.

## Algunas peregrinaciones
- San Pedro de la Laguna (México) - San Juan de los Lagos (Jalisco)

Esta peregrinación en bicicleta tiene salida en el municipio de Zumpango, el día 28 de enero los peregrinos de esta comunidad y los barrios cercanos emprenden el viaje para ir a visitar la imagen de la virgen, el recorrido se realiza en cuatro etapas. La primera etapa tiene llegada a Ixmiquilpan, Hidalgo, el segundo día llegan a la ciudad de Querétaro, el tercer día a la ciudad de León y el día 31 llegan la ciudad de San Juan de los Lagos, Jalisco. Y el 2 de febrero, el día de la fiesta patronal.
- Apan (Hidalgo) - San Juan de los Lagos (Jalisco)

Esta peregrinación en bicicleta tiene salida en el municipio de Apan, Hidalgo, el primer lunes de octubre de cada año, frente a la iglesia de esta Ciudad, con un recorrido de cuatro días o etapas y 500 km aproximadamente, arribando el primero a Ixmiquilpan, Hidalgo, el segundo a la Ciudad de Querétaro, el tercero a Silao, Guanajuato, llegando el día jueves a San Juan de los Lagos, Jalisco. Las personas que participan en esta peregrinación suelen utilizar un uniforme de color amarillo con verde. El jueves llegan unas 2500 personas, familiares de los peregrinos, para recibirlos en la catedral de san Juan de los Lagos, Jalisco.
- Huehuetoca (Estado de México) - San Juan de los Lagos

También está la peregrinación de los municipios de Huehuetoca y Teoloyucan (Estado de México); en esta peregrinación participan aproximadamente 600 peregrinos en bicicleta saliendo de sus respectivos lugares de origen el primer domingo del mes de marzo, llegando el primer día al estado de Querétaro, el segundo a Irapuato, municipio del estado de Guanajuato; el tercero arriban a Lagos de Moreno, Jalisco y por último el cuarto día llegan a San Juan de los Lagos.
- San Francisco del Rincón-Purísima del Rincón (Guanajuato) - San Juan de los Lagos (Jalisco)

De las muy cercanas ciudades del Rincón de Guanajuato salen miles de peregrinos, principalmente a pie aunque también varios de ellos suelen hacerlo en bicicleta, Suele ser la peregrinación el tercer viernes del mes de enero. El recorrido es de 68 km, la mayoría de la gente suele salir por la tarde, caminando toda la noche y llegando a la catedral en el transcurso del día siguiente.
El recorrido comienza en la salida de Purísima del Rincón por el camino hacia el balneario Las Charcas, pasando por un costado de los cerros de las mezas, llegando a la Unión de San Antonio, Jalisco. Después continúa el camino hacia el pequeño pueblo llamado Tlacuitapan, Jalisco. El camino continua pasando por una vereda llamada Los Columpios y a continuación la famosa subida llamada El Espinazo del Diablo. Una vez terminado este recorrido comienza la carretera este lugar es conocido como Pasondo. Terminando esto se llega a la carretera Aguscalientes-Lagos de Moreno y Finalmente comienza el camino hasta llegar a San Juan de los Lagos. En total es un recorrido de aproximadamente 15 horas.   
- León - San Juan de los Lagos (Jalisco)

De la cercana ciudad de León salen miles de peregrinos, principalmente a pie, durante las semanas anteriores a la fiesta de la Virgen. El recorrido es de 78 km y la mayoría de la gente lo inicia por la tarde, camina toda la noche y llega a la Catedral en el transcurso del día siguiente; regresando a León en autobús.
El recorrido comienza en la "Y" en la salida de León a Lagos de Moreno, por un camino de terracería hacia el poblado de Las Cruces; continúa en dirección al aeropuerto de Lagos de Moreno, cruzando antes las vías del tren. Inmediatamente después del aeropuerto cruza la carretera Lagos de Moreno-Unión de San Antonio y cruzando la autopista León-Aguascalientes sobre un paso a desnivel, continúa hacia el poblado de La Mesa. De allí continúa hacia La Puerta del Llano donde toca la autopista hacia San Juan de Los Lagos. A partir de este punto, el recorrido es por un costado de la autopista, pasando por el poblado de Agua de Obispo, hasta San Juan de los Lagos. Una vez en San Juan, continúa por las calles hasta llegar a la Catedral. En los puntos mencionados hay puestos donde venden agua, refrescos y comida y en algunos de ellos hay baños.
- Tultepec (Estado de México) - San Juan de los Lagos

Esta peregrinación proviene de la llamada Capital de la Pirotecnia y se realiza cada año el primer fin de semana de octubre. Participan caminantes, ciclistas y maratonistas que acuden anualmente al santuario a rendir tributo. 
Para el caso de los ciclistas la travesía se realiza en tres etapas: la primera es llegada a Querétaro, la segunda a Silao y la tercera a san Juan de los Lagos llegando en domingo. Tiene especial colorido ya que los pirotécnicos de Tultepec ofrecen una ofenda muy colorida el domingo por la noche deleitando a los presentes con un piromusical de hasta 15 minutos de duración .
- Santa María Tonanitla (México) - San Juan de los Lagos (Jalisco)

Esta peregrinación en bicicleta tiene salida en el Municipio de Tonanitla, el día 28 de enero los peregrinos de esta comunidad emprenden el viaje, su recorrido lo hacen en cuatro etapas: la primera llegan a Querétaro, Querétaro, el segundo día llegan a Silao, Guanajuato, el tercer día a Lagos de Moreno y el cuarto día llegan a San Juan de los Lagos, Jalisco.
- Santa María Tonanitla (México) - San Juan de los Lagos (Jalisco) (en 24 horas)

Esta peregrinación en bicicleta tiene salida en el Municipio de Tonanitla en el mes de agosto sin fecha fija específica, la salida es a las 00:00 y la llegada el mismo día entre 23:00 y 24:00, el recorrido de aproximadamente 440 km con algunas breves paradas para hidratamiento, alimentación y descanso, por lo complicado de la ruta y sobre todo el corto tiempo solo participan entre 10 y 15 ciclistas regularmente, hay participantes de otros poblados como Ozumbilla Tecamac, Chiconautla, Santa Rosa Tezoyuca, Prados Tultitlán.

### Mezquitic de la Magdalena
Es una delegación perteneciente al municipio de San Juan de los Lagos.
Es en sí mismo un pueblo de origen más antiguos que la misma cabecera municipal.
Los lugares más emblemáticos del pueblo son el Niño del Cacahuatito, por el cual llegan muchas peregrinaciones originarias de lo que es San Juan de los Lagos al visitar tal lugar. También, en dicho pueblo encontramos la Iglesia del Señor de las Cinco Llagas, la cual es de origen colonial y se data del siglo XVI construido en cantera rosa y ladrillo el cual se encuentra una plazuela en frente de dicho lugar.

## Deportes
En fútbol cuentan con el Deportivo San Juan de la Liga de Nuevos Talentos de México que juega en el estadio  Antonio R. Márquez.
También cuentan con una escuela de taekwondo, una de fútbol, una de voleybol y de danza, todas financiadas por la empresa PROAN.
Además, cuentan con una liga municipal de fútbol y una de béisbol.
Fueron sede del Mundial de fútbol de amputados 2018 y de la Copa América de Amputados del 2015.

## Festividades y Cultura
En San Juan, se festeja del día 25 de enero al 2 de febrero la costumbre de la Candelaria, debido a su gran reputación religiosa por su virgen.
En festividades religiosas, los peregrinos que vienen de Tultepec, Estado de México, celebran su tradicional castillo de juegos pirotécnicos en la plaza principal.
En el mes de mayo, se especta el tradicional Desfile de Monos (conocidos en el pueblo como "Mojigangas") que durante todo el mes en las tardes, ofrece su recorrido en la plaza principal, rodeando la basílica.
También en mayo, se celebran las tradicionales Fiestas de Primavera con diferentes fechas de inicio y término.
Acerca de la cultura de San Juan de los Lagos, tienen una casa de la cultura en honor a Maria Izquierdo, que enseña danza, pintura y música.